# Ossenworst

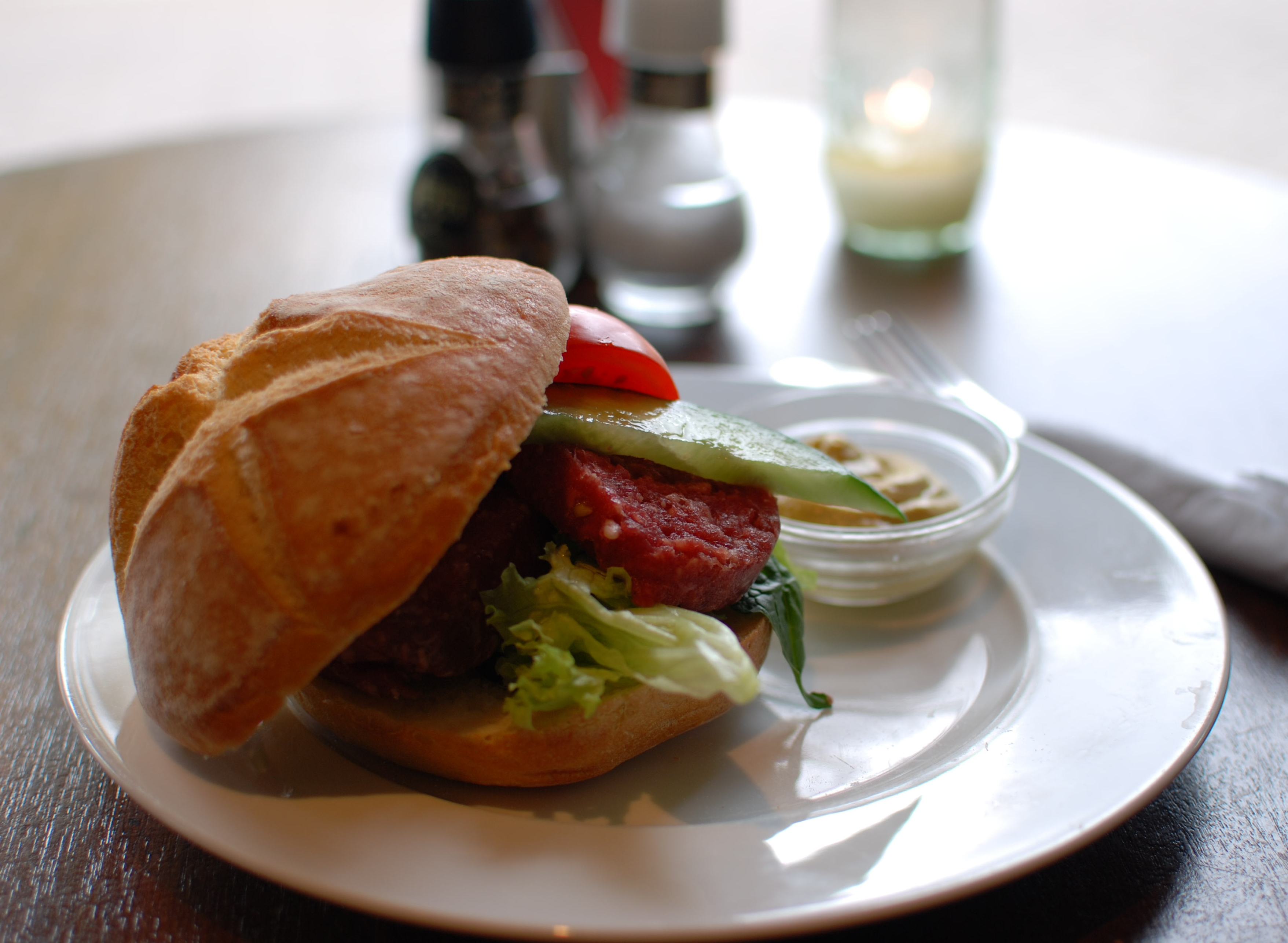
Broodje ossenworst in Amsterdam

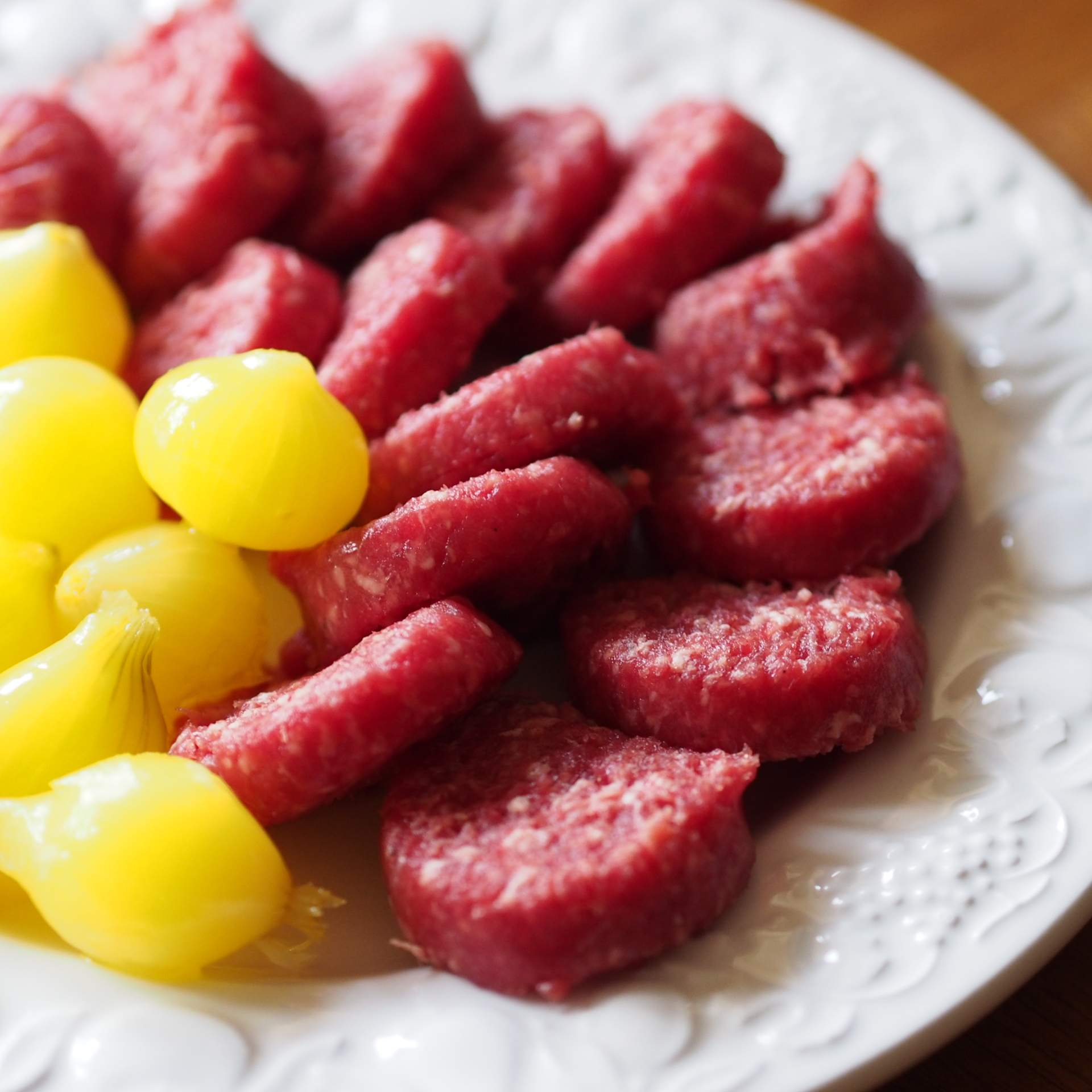
Ossenworst geserveerd met Amsterdamse uitjes

Ossenworst is van oorsprong een worst uit de Joodse keuken, die van ossenvlees gemaakt werd.
Deze specialiteit vindt haar oorsprong in de zeventiende eeuw, toen op grote schaal ossen uit Denemarken en Duitsland werden geïmporteerd. De specerijen in deze worst, zoals peper, kruidnagel, foelie en nootmuskaat, kwamen uit Nederlands-Indië.
Traditioneel wordt ossenworst gemaakt van gerijpt vlees dat gerookt wordt bij lage temperatuur, waardoor het vlees rauw blijft. Tegenwoordig is mager rundvlees de basis van ossenworst en wordt het roken en rijpen vaak achterwege gelaten.